# Tapesia callunae
Tapesia callunae är en svampart som beskrevs av Josef Velenovský Tapesia callunae ingår i släktet Tapesia, ordningen disksvampar, klassen Leotiomycetes, divisionen sporsäcksvampar och riket svampar.   Inga underarter finns listade i Catalogue of Life.